# Nuquí (kommun)
Nuquí är en kommun i Colombia.   Den ligger i departementet Chocó, i den västra delen av landet, 400 km väster om huvudstaden Bogotá. Antalet invånare är 7 625.